# Intimate Strangers
Intimate Strangers (Originaltitel: Wanbyeokan Tain) ist ein südkoreanischer Film aus dem Jahr 2018. Regie führte Lee Jae-gyu. Es handelt sich um ein Remake des italienischen Films Perfetti sconosciuti (2016).

## Handlung
Seokho und seine Ehefrau Yejin veranstalten eine Einweihungsparty, zu der Seokho seine Kindheitsfreunde einlädt, mit denen er über all die Jahre Kontakt hielt. Taesu und Junmo bringen ihre Ehepartner mit. Yeongbae hingegen hat sich von seiner alten, allen bekannten, Freundin getrennt und seine neue Freundin sei krank, weshalb er alleine erscheint.
Anfangs ist das Hauptthema der Freunde, wie ein anderer Freund seine Frau mit einer 21-jährigen Sängerin betrog. Alle wussten davon, haben ihren Frauen aber nichts gesagt. Als alle beisammen sind und es am Tisch klingelt, spricht Yejin davon, wie alle möglichen Geheimnisse auf dem eigenen Smartphone zu finden seien. Bei der folgenden Unterhaltung wiegeln aber alle ab, sie haben nichts vor ihrem Ehepartner zu verheimlichen. So schlägt Yejin vor, dass jeder sein Smartphone vor sich legt und alle Nachrichten und Anrufe, die an dem Abend kommen vorgelesen bzw. auf Lautsprecher geschaltet werden. Was harmlos und spaßig beginnt artet am Abend aus.
Yejin erhält einen Anruf von ihrem Vater wegen ihrer Brust-OP, von der Seokho nichts wusste. Seokho hingegen erhält einen Anruf von einem Kommissar, da er auf einen Betrug hereingefallen ist und etwa 2 Mrd. Won verloren hat. Davon wiederum wusste Yejin nichts. Allerdings lässt sich das Paar am Abend nichts anmerken und tut so, als sei alles in Ordnung. Anders sieht es aus bei Taesu und Suhyeon. Das Verhältnis der beiden wirkt schon vorher angespannt. Su-hyeon erhält einen Anruf bezüglich eines wohl sehr guten Altenheims. Dies führt zum Streit, da Taesu nun weiß, dass Suhyeon seine Mutter in ein Altenheim stecken will. Allerdings haben die Anwesenden Verständnis für Suhyeon, da es heute unüblich sei, die Eltern im Haus zu haben. Taesu hingegen betrügt seine Frau mit einer 12 Jahre älteren Dame, die jede Nacht um 22 Uhr ein Foto von ihr sendet. Deshalb bittet er Yeongbae, mit ihm das Smartphone zu tauschen. Widerwillig tut er dies. So erhält Yeongbae um 22 Uhr ein Bild von einer Frau. Alle denken, es sei seine Freundin Minseo.
Allerdings erhält Taesu Nachrichten von einem Minsu. Taesu sagt, es handle sich um einen Kollegen. Nach einem kurzen Nachrichtenaustausch wird Min-su aber scheinbar wütend und ruft an. Taesu soll abheben. Es kommt heraus, dass Minsu wohl eine Affäre mit ihm hat. Su-hyeon ist entsetzt zu erfahren, dass ihr Ehemann schwul ist. Sie sagt, es sei ihr lieber, er hätte eine Affäre mit einer Frau, was sie eigentlich vermutet habe. Weder Yeongbae noch Taesu decken die Wahrheit jedoch auf. Stattdessen geht Suhyeon. Nun erzählt Yeongbae die Wahrheit und sagt, dass er es sei, der schwul ist und geht.
Zwischen Junmo und Segyeong kommt es auch zum Streit. Bereits als alle ein Selfie machen wollten, sah Jun-mo, dass sie Nachrichten von ihrem Ex-Freund erhält. Allerdings zeigt sich, dass dieser nur Tipps für seinen Hund wollte. Jedoch erhält Jun-mo einen Anruf von einem Freund, dass er einen Ring für seine Frau anfertigen ließ, aber auch Ohrringe. Doch Segyeong hat nicht mal Ohrlöcher. Als ein Anruf von seiner Arbeitskollegin kommt, besteht sie darauf, dass er rangeht. Sie sagt ihm, sie sei schwanger. Daraufhin werden sowohl Se-gyeong als auch Yejin wütend. Yejin hat eine Affäre mit Junmo, wusste aber nicht, dass es noch eine dritte Frau gibt.
Nun geht auch Segyeong, nimmt ihren Ehering jedoch ab und lässt ihn dort. Der Film endet mit einem alternativen Verlauf. Es zeigt, wie der Abend geendet hätte, hätte man das Spiel nicht gespielt. Alle gehen glücklich nach Hause, voller Freude ihre Freunde wieder getroffen zu haben und führen ihre Ehen normal weiter. Zum Schluss erscheinen die Worte 'Ein Mensch habe drei Leben: ein öffentliches, ein privates und ein geheimes'.

## Rezeption
Intimate Strangers lief am 31. Oktober 2018 in den südkoreanischen Kinos an und hatte knapp 5,3 Millionen Besucher.